# مهدي الحافظ
مهدي الحافظ وهو سياسي عراقي ولد في سنة 1943 في مدينة الديوانية في العراق، سبق أن شغل منصب وزير التخطيط وثم أصبح نائباً في البرلمان العراقي، ومهدي الحافظ شيوعي سابق تحول إلى الليبرالية وشغل منصب وزير التخطيط في أول وزارة شكلها رئيس الوزير العراقي الاسبق إياد علاوي عام 2004 بعد عام من سقوط نظام صدام حسين. وتشير سيرة حياته الوظيفية إلى أنه مثل العراق وزيراً مفوضاً في الأمم المتحدة بجنيف للفترة بين عامي 1978 و1980. ثم التحق بمنظومة التجارة والتنمية التابعة للامم المتحدة حيث عمل فيها مديرا للتنمية الصناعية الخاصة للفترة بين عامي 1983 و1996، وعمل بعدها مديراً إقليميا ًللتنمية الصناعية لغاية 1999.
كما شغل الحافط عضوية مجلس المعتمدين والمستشارين في معهد الآيديولوجية العربي منذ عام 1996 وكان رئيساً للجمعية العربية للبحوث الاقتصادية في القاهرة للفترة بين عامي 1998 و2000. كما كان عضواً مؤسسا للمنظمة العربية لحقوق الإنسان وعمل نائباً لرئيس منظمة التسامي الأفرو-آسيوية منذ عام 1980. وبعد إنهائه دراسته الجامعية في الكيمياء حصل على شهادة الدكتوراه في العلوم الاقتصادية من جامعة تشارلز في براغ في تشيكوسلوفاكيا 

## من مؤلفاته
- إضاءات على الماضي القريب: لمحات من السجل الخالد للهيئة الاستشارية العراقية (534) صفحة، دار الأديب، عمان، الأردن[3]
- الآن والغد: معالجات عراقية في الاقتصاد والسياسة، دار ميزوبوتاميا، بغداد، العراق
- العراق نبوءات الأمل (382) صفحة، دار ميزوبوتاميا، بغداد، العراق[4]